# Флеровий
| 114            | Флеровий |
| Fl(289)        |          |
| 5f146d107s27p2 |          |

Флеро́вий (лат. Flerovium, Fl), ранее был известен как унунква́дий (лат. Ununquadium, Uuq), использовалось также неофициальное название эка-свинец — химический элемент 14-й группы (по устаревшей классификации — главной подгруппы IV группы), 7-го периода периодической системы, c атомным номером 114.

## История
Впервые элемент был получен группой физиков под руководством Ю. Ц. Оганесяна в Объединённом институте ядерных исследований (Дубна, Россия) с участием учёных из Ливерморской национальной лаборатории (Ливермор, США; коллаборацией Дубна — Ливермор) в декабре 1998 года путём синтеза изотопов через реакцию слияния ядер кальция с ядрами плутония:
{\displaystyle {\ce {{^{244}_{94}Pu}+{^{48}_{20}Ca}\rightarrow {^{288}_{114}Fl}+{4_{0}^{1}n}}}}
{\displaystyle {\ce {{^{244}_{94}Pu}+{^{48}_{20}Ca}\rightarrow {^{289}_{114}Fl}+{3_{0}^{1}n}}}}
Получение элемента было подтверждено в 2004 году и в 2006 годах коллаборацией Дубна-Ливермор в Дубне, а также в 2009 году в Национальной лаборатории имени Лоуренса в Беркли (США).
Позднее в том же Объединённом институте ядерных исследований синтез изотопов элемента был подтверждён его химическим идентифицированием по конечному продукту распада.
В сентябре 2009 года американские учёные из Национальной лаборатории Лоуренса в Беркли синтезировали 114-й элемент таблицы Менделеева, подтвердив таким образом открытие элемента, сделанное в 1998 году. В результате бомбардировки мишени 242Pu пучком ионов 48Ca были получены два нуклида 114-го элемента с массовыми числами 286 и 287:
{\displaystyle {\ce {{^{242}_{94}Pu}+{^{48}_{20}Ca}\rightarrow {^{286}_{114}Fl}+{4_{0}^{1}n}}}}
{\displaystyle {\ce {{^{242}_{94}Pu}+{^{48}_{20}Ca}\rightarrow {^{287}_{114}Fl}+{3_{0}^{1}n}}}}
В октябре 2010 года группа физиков из Беркли заявила о получении ещё одного изотопа флеровия с массовым числом 285.
{\displaystyle {\ce {{^{242}_{94}Pu}+{^{48}_{20}Ca}\rightarrow {^{285}_{114}Fl}+{5_{0}^{1}n}}}}
1 июня 2011 года ИЮПАК официально признал открытие флеровия и приоритет в этом коллаборации учёных из ОИЯИ и Ливерморской национальной лаборатории.
Официальное утверждение названия произошло через год, 30 мая 2012 года
В 2014—2015 гг. в Дубне получили атомы 284Fl и 285Fl путём реакций 239Pu и 240Pu с 48Ca.

## Происхождение названия
Официальное название флеро́вий (flerovium) дано в честь Лаборатории ядерных реакций им. Г. Н. Флёрова Объединённого института ядерных исследований, где был синтезирован элемент. Лаборатория носит имя её основателя, советского физика Г. Н. Флёрова, руководителя группы, синтезировавшей элементы с номерами от 102 до 110. Хотя его фамилия по-английски обычно пишется как Flyorov, основой для названия элемента стал более удобочитаемый вариант Flerov, который сам Флёров использовал при публикациях в зарубежных изданиях. До этого 114-й элемент носил вре́менное систематическое название, данное по порядковому номеру (искусственно образовано из корней латинских числительных: Ununquadium можно буквально перевести как «одно-одно-четыр-ий») до официального решения ИЮПАК про постоянное наименование и химический символ элемента. Ранее был также известен как эка-свинец.
Название флеровий было предложено учёными ОИЯИ и впервые официально озвучено вице-директором Объединённого института ядерных исследований Михаилом Иткисом, который также был одним из соавторов открытия. Однако американские партнёры ОИЯИ из Ливерморской национальной лаборатории предложили назвать 114-й или 116-й элемент в честь Леонардо да Винчи, Галилео Галилея или в честь Ливерморской национальной лаборатории. После согласовательных процедур между российскими и американскими учёными 1 декабря 2011 года в комиссию по номенклатуре химических соединений ИЮПАК было направлено предложение назвать 114-й элемент флеровием. Название утверждено 30 мая 2012 года.

## Известные изотопы
Наиболее распространённые моды распада, альфа-распад (с превращением в изотопы коперниция) и спонтанное деление. Наиболее долгоживущим изотопом является 289Fl с периодом полураспада 1,9 секунды.
| Изотоп | Масса | Период полураспада | Тип распада                                        |
| ------ | ----- | ------------------ | -------------------------------------------------- |
| 284Fl  | 284   | 2,5 мс             | спонтанное деление                                 |
| 285Fl  | 285   | 0,1 с              | α-распад в 281Cn                                   |
| 286Fl  | 286   | 0,12 с             | спонтанное деление (60 %), α-распад в 282Cn (40 %) |
| 287Fl  | 287   | 0,48 с             | α-распад в 283Cn                                   |
| 288Fl  | 288   | 0,66 с             | α-распад в 284Cn                                   |
| 289Fl  | 289   | 1,9 с              | α-распад в 285Cn                                   |

## Флеровий-298
Согласно оболочечной теории, флеровий имеет магическое число протонов Z = 114, соответствующее заполненной протонной ядерной оболочке, и благодаря этому находится в зоне острова стабильности. Для изотопа 298Fl достигается также и магическое число нейтронов N = 184, что теоретически должно привести к формированию аномально устойчивого (дважды магического) ядра с периодом полураспада, исчисляемого днями и даже годами. Другие теории, учитывающие релятивистские эффекты, дают магические числа для протонов Z = 120, 122 и 126, в зависимости от исходных параметров.
Прямой синтез 298Fl затруднен из-за отсутствия подходящих материалов мишени и ядер для бомбардировки, которые дали бы необходимое число нейтронов, поскольку для стабильных ядер из центральной части периодической таблицы отношение числа нейтронов к числу протонов значительно меньше, чем для трансактиноидов; при слиянии таких ядер возникают нейтроно-дефицитные изотопы трансактиноидов, менее стабильные, чем изотопы, близкие к линии бета-стабильности.
{\displaystyle {\ce {^{204}_{80}{Hg}+_{54}^{136}{Xe}\to _{114}^{298}{Fl}+_{20}^{40}{Ca}+2_{0}^{1}{n}}}}
Также теоретически возможны варианты синтеза более тяжёлых ядер с последующим альфа-распадом.

## Физические свойства
Предполагается, что, если бы флеровий удалось получить в весовых количествах, то он был бы похож по плотности и внешнему виду на свинец (плотность его будет около 14 г/см³, что больше, чем у свинца, но существенно меньше, чем потенциальные плотности многих других сверхтяжёлых элементов).
Флеровий будет плавиться всего при 67 °C и будет одним из самых легкоплавких металлов, уступая только ртути, коперницию, цезию, францию, галлию, рубидию и калию. Но его температура кипения составит всего 140 °C, и это будет самый легкокипящий металл в периодической системе (возможно, уступая лишь коперницию). Аномальные свойства флеровия объясняет низкое межмолекулярное взаимодействие его атомов.

## Химические свойства
В некоторых исследованиях были получены указания на то, что флеровий по химическим свойствам похож не на свинец (под которым он формально находится в таблице Менделеева), а на благородные газы. Это поведение объясняется заполнением стабилизирующей 7p2
1/2-подоболочки валентных электронов, предсказанной расчётами с учётом релятивистских эффектов в электронной оболочке сверхтяжёлых атомов.
Флеровий предположительно способен проявлять в соединениях степень окисления +2 и +4, подобно его гомологу — свинцу, хотя поскольку в 14-й (IVA) группе периодической таблицы устойчивость степени окисления +4 с ростом порядкового номера снижается от углерода к свинцу, некоторые учёные предполагают, что флеровий не сможет проявлять её или сможет её проявлять только в жёстких условиях. Так, предполагается, что диоксид флеровия FlO2 будет высоко нестабильным, распадаясь в обычных условиях на монооксид флеровия и кислород. Флерован FlH4, имеющий расчётную длину связи Fl—H, равную 1,787 Å, будет значительно менее стабильным, чем плюмбан PbH4, и, по-видимому, должен спонтанно распадаться на гидрид флеровия(II) и водород. Единственным устойчивым соединением флеровия(IV) будет, вероятно, тетрафторид флеровия FlF4, хотя его образование обусловлено не sp3-, а sd-гибридизацией, и его распад на дифторид флеровия и фтор предположительно должен быть экзотермическим. Однако существуют предсказания относительной устойчивости и более высокой степени окисления, Fl(VI), обусловленной приблизительным энергетическим вырождением 7s и 6d-электронов и sd-гибридизацией.

## Получение
В настоящее время элемент может быть получен только путём ядерного синтеза, так же, как и другие сверхтяжёлые элементы.